# Bonaiuti (cognome)
Bonaiuti è un cognome di lingua italiana.

## Varianti
Bonaita, Bonaiuto, Buonaiuti, Butelli, Buti, Butini.

## Origine e diffusione
Il cognome è tipicamente settentrionale.
Potrebbe essere una variante di Boni e Aiuti e avere come significato "che tu porti il buon aiuto".
La variante Bonaiuto è campana e siciliana.

## Persone
- Baldassarre Buonaiuti, cronista fiorentino.
- Ernesto Buonaiuti, presbitero, storico, antifascista, teologo, accademico italiano.
- Franco Bonaiuti, architetto italiano.